# Indiile negre
Indiile negre (franceză Les Indes noires) este un roman scris de Jules Verne în 1877. Opera a apărut în foileton în Le Temps între 28 martie și 22 aprilie, iar pe 24 septembrie același an a fost publicată în volum. 
Cartea stabilește o paralelă între bogăția legendară a indiilor orientale și occidentale și noua bogăție bazată pe cărbune a regiunilor industrializate ale Europei, dobândită în cursul revoluției industriale.

## Intriga
Simon Ford este un fost maistru din mina de huilă din Aberfoyle, Scoția. După ce prospectorii au declarat epuizate zăcămintele, cu un deceniu în urmă, el a rămas să trăiască în galerii, împreună cu soția sa, Madge, și fiul lor, Harry. Însă cercetările lui dau la iveală un nou filon și, la cererea lui, inginerul minier James Starr reia exploatarea.
Exploatarea este reluată cu succes și o nouă așezare minieră ia naștere în zonă. Însă o serie de fenomene inexplicabile încep să se producă, multiplicându-se în timp, explicate în primă fază prin prezența unor creaturi fantastice în galeriile minei. Misterul ia sfârșit odată cu găsirea lui Nell - o tânără care pare să nu fi văzut niciodată lumina zilei și nu are nicio noțiune despre împărțirea timpului în zile și ore. În decursul anilor următori, fata este adoptată de Simon și de soția lui, Madge.

### Capitolele cărții
| - I Două scrisori contradictorii - II La drum! - III Subsolul Regatului Unit - IV Mina Dochart - V Familia Ford - VI Câteva fenomene inexplicabile - VII O experiență a lui Simon Ford - VIII O explozie de dinamită - IX Noua Aberfoyle - X Dus și întors - XI Doamnele de foc | - XII Isprăvile lui Jack Ryan - XIII Coal-city - XIV Suspendat de un fir - XV Nell la cottage - XVI Pe scara oscilantă - XVII Un răsărit de soare - XVIII De la lacul Lomond la lacul Katrine - XIX O ultimă amenințare - XX "Penitentul" - XXI Căsătoria lui Nell - XXII Legenda bătrânului Silfax |